# Institut de technologie de Dublin
Pour les articles homonymes, voir DIT.
L'Institut de technologie de Dublin (en anglais : Dublin Institute of Technology ou DIT) a été officiellement créé en 1992 sous le Dublin Institute Technology act mais il a été construit avant, sur une base ad-hoc (ad-hoc basis). Cet institut trouve ses origines en 1887 avec la création de diverses institutions techniques, à Dublin. L'institut se considère lui-même distinct des autres instituts de technologie irlandais ; traditionnel, il continue de fournir une éducation du baccalauréat universitaire jusqu'au doctorat.
En 2014, l'établissement entame un processus officiel qui vise à obtenir le statut d'université technologique, conjointement avec deux autres institutions, l'Institut de technologie de Blanchardstown (en) (ITB) et l'Institut de Technologie de Tallaght (en) (ITT). La demande pour la création de l'Université Technologique de Dublin (en) (« TU Dublin » en anglais), a été soumise en avril 2018 et est approuvée en juillet de la même année. La nouvelle université est lancée le 1er janvier 2019.